# Test del limón
El Test del limón es un experimento sociológico que reúne a personas introvertidas y extrovertidas y explica la relación de sus personalidades con la salivación.
Los términos introversión y extraversión fueron difundidos por C. G. Jung y definen tipos psicológicos básicos en el marco de su teoría de la personalidad: 
- La introversión es una actitud típica que se caracteriza por la concentración del interés en los procesos internos del sujeto.
- La extraversión, por el contrario, es una actitud típica que se caracteriza por la concentración del interés en un objeto externo.

Los primeros se interesan principalmente por sus pensamientos y sentimientos, por su mundo interior. Tienden a ser profundamente introspectivos; los segundos se interesan por el mundo exterior de la gente y de las cosas, tratan de ser más sociables y de estar más atento de lo que pasa a su alrededor. 
Para saber si somos extrovertidos o introvertidos no hace falta mirar en nuestro cerebro, nos basta con un limón. En este experimento se separan dos grupos según sus profesiones: los extrovertidos (monitores de campamento) y los introvertidos (físicos). Este consiste en descubrir cuánta saliva pueden producir los dos equipos en 50 segundos, estimulando sus glándulas salivares con una gota de limón para ver cuántas cajas de fruta pueden sellar con cinta adhesiva, de modo que esa gota de limón nos dará una pista sobre qué está sucediendo en el cerebro. Al finalizar el experimento se observa una diferencia clara: los extrovertidos han conseguido chupar 8 metros de cinta, es decir, 10 cajas; por su parte, los introvertidos han logrado chupar 12 metros de cinta, es decir, 24 cajas, más del doble que los extrovertidos.
¿A qué se debe esto? Todo depende de cómo reaccione el cerebro ante el estímulo. Hay un área que reacciona tanto al zumo de limón como a conocer gente; en los introvertidos esta área es muy sensible, lo que significa que reaccionan bien al zumo de limón, pero que no reaccionan bien a las fiestas. En cambio, en los extrovertidos esta área no es tan sensible, de modo que reaccionan menos al zumo de limón pero adoran las fiestas.
Esto se puede explicar porque la corteza cerebral de aquellos más extrovertidos necesita mayor estimulación para lograr alcanzar un cierto nivel de respuesta. Serán individuos que buscan sensaciones.
Y en el caso de los introvertidos, con un menor estímulo se logra una mayor respuesta en la corteza cerebral. Con lo cual tenderán a buscar entornos más tranquilos.